# Rhynchina leucodonta
Rhynchina leucodonta là một loài bướm đêm trong họ Erebidae.